# Rojos del Águila de Champotón
Los Rojos del Águila de Champotón es un equipo que compite en la Liga Peninsular de Béisbol con sede en Champotón, Campeche, México.

## Historia

### Inicios
Los Rojos del Águila de Champotón debutaron en la LPB en la Temporada 2016, y son sucursal del equipo Rojos del Águila de Veracruz que participa en la Liga Mexicana de Béisbol.

### Actualidad
Los Rojos quedaron eliminados al sumar 10 puntos en las dos vueltas de la Temporada 2016.

## Jugadores

### Roster actual
Por definir.

### Jugadores destacados
Por definir.